# Circondario di Cittaducale
Il circondario di Cittaducale fu una divisione amministrativa della provincia di Aquila degli Abruzzi che s'estendeva per 1362 km². Ricalcava il territorio del precedente distretto di Cittaducale nel regno delle Due Sicilie costituito prima dell'Unità d'Italia.
Il circondario di Cittaducale venne soppresso nel 1926 e il territorio assegnato al circondario di Aquila, esclusi i comuni di Borgocollefegato e Pescorocchiano aggregati al circondario di Avezzano. L'anno successivo il territorio dell'ex circondario passò alla nuova provincia di Rieti.

## Il territorio del circondario
Il circondario di Cittaducale comprendeva il territorio posto a nord-ovest della regione Abruzzo, essendo delimitato ad ovest dai territori sabini del circondario di Rieti (fino al 1923 in provincia di Perugia), a nord dai monti Sibillini, a est dai monti della Laga e a sud-est dal resto della provincia dell'Aquila. La cima più alta era quella del monte Terminillo, che allora era una montagna abruzzese, mentre i fiumi più importanti erano il Velino e il Salto. Nel territorio vi erano anche le famose terme di Cotilia, nel comune di Castel Sant'Angelo, le sorgenti del Peschiera, le maggiori di tutto l'Appennino, nonché le città di Leonessa e di Amatrice. Per questo motivo - come riportato anche dall'Artusi - l'amatriciana è da ritenersi un piatto originario dell'Abruzzo.
Al momento della soppressione s'estendeva per 1365 km² ed aveva 70.000 abitanti circa.

## Suddivisione in mandamenti e comuni
- mandamento di Cittaducale con i comuni di Cittaducale, Cantalice, Lugnano di Villa Troiana (aggregato al comune di Rieti);
- mandamento di Amatrice con i comuni di Amatrice e Accumoli;
- mandamento di Antrodoco con i comuni di Antrodoco, Borgo Velino, Castel Sant'Angelo e Micigliano;
- mandamento di Borbona con i comuni di Borbona, Cittareale e Posta;
- mandamento di Borgocollefegato con i comuni di Borgocollefegato e Pescorocchiano;
- mandamento di Fiamignano con i comuni di Fiamignano e Petrella Salto;
- mandamento di Leonessa con Leonessa.

## Il territorio oggi
I comuni dell'ex circondario sono dal 1927 parte integrante del reatino. Nel comune di Cittaducale sorge l'ospedale di Rieti e vi sono sedi distaccate dell'università della Tuscia.
Nello stesso tempo l'identità abruzzese di tali comuni è rimasta nell'arte, nei costumi, nelle tradizioni. Il dialetto sabino viene parlato sia all'Aquila che a Rieti. Gli antichi confini tra Cittaducale e Rieti, che furono per secoli confini di stato tra il Regno delle due Sicilie e lo Stato della Chiesa sono tuttora individuabili dai cippi apposti nel 1847.
Nonostante la lunga appartenenza all'Abruzzo, dopo l'accorpamento con Rieti non sono state mai avanzate richieste di referendum per il ritorno dei comuni alla regione Abruzzo. Altresì tra il 30 novembre e il I dicembre 2008 nel comune di Leonessa è stato effettuato un referendum per il passaggio del territorio comunale alla regione Umbria – più per motivi economici più che storici. Tale referendum non ha raggiunto il quorum e la richiesta è stata pertanto respinta.
A seguito dell'approvazione nel luglio 2012 della cosiddetta Spending Review, tra i cui effetti era prevista l'abolizione della Provincia di Rieti, si sono levate da più parti l'ipotesi di riaccorpare i comuni dell'ex circondario all'Abruzzo e alla Provincia dell'Aquila.